# Franciszek Richert
Franciszek Hubert Richert, także Rychert (ur. 16 lutego 1945 w Firodze, zm. 23 lipca 2024 w Gdańsku) – polski działacz państwowy i sportowy, inżynier rolnictwa, w latach 1987–1990 wicewojewoda gdański.

## Życiorys
Urodził się w rodzinie rolniczej. Naukę rozpoczął w szkole podstawowej w Klukowie, następnie kształcił się w gimnazjum w Kartuzach. Studia ukończył w Wyższej Szkole Rolniczej w Olsztynie w specjalizacji łąkarstwo. Jako student brał udział w protestach marca 1968. Po studiach pracował w Państwowych Gospodarstwach Rolnych, pod koniec jako dyrektor.
Działał w Zjednoczonym Stronnictwie Ludowym. Związany także z Ludowymi Zespołami Sportowymi, kierował ich strukturami wojewódzkimi. W latach 1987–1990 sprawował funkcję wicewojewody gdańskiego. Po przemianach ustrojowych przystąpił do Polskiego Stronnictwa Ludowego, objął funkcję szefa jego struktur miejskich w Gdańsku. W latach 90. objął stanowisko zastępcy dyrektora Pomorskich Zakładów Gazownictwa w Gdyni, później pracował w Wojewódzkiej Inspekcji Ochrony Roślin i Nasiennictwa. W 1996 był wymieniany jako kandydat PSL na wicewojewodę gdańskiego (ostatecznie stanowisko to objął Marek Kluczyński). Bez powodzenia wystartował w wyborach do rady miejskiej Gdańska w 1998 i sejmiku pomorskiego w 2002. Przez wiele lat zasiadał w gdańskim oddziale Zrzeszenia Kaszubsko-Pomorskiego. Został pochowany na cmentarzu w Matarni.

## Życie prywatne
Miał żonę Marię oraz dzieci – Katarzynę i Łukasza (sekretarza ZKP, przewodniczącego zarządu gdańskiej dzielnicy Matarnia). Od 1989 mieszkał w dzielnicy Oliwa, gdzie zmarł 23 lipca 2024.